# Pferdefeldbahn Załośce–Zborów
| Pferdefeldbahn Załośce–Zborów, 1917 |        |                                                 |                                                 |
| Streckenlänge: | 25 km  |                                                 |                                                 |
| Spurweite: | 700 mm |                                                 |                                                 |
| |        |                                                 |                                                 |
| \| \| \| Saliszi (Załośce) \| \| \| \| Biloholowy (Bialoglowy) \| \| \| \| Oliiw (Olejow) Feldspital 2/14, \| \| \| \| Halte- und Labestation 1/2 und Korpsbadeanstalt \| \| \| \| Jaroslawytschi (Jaroslawice) Epidemiespital \| \| \| \| Berymiwzi (Beremowce) Reservespital 3/7 \| \| \| \| Krasne–Tarnopol (Krasne–Ternopil) \| \| \| \| Sboriw (Zborów) Feldspital 7/12[3] \| |        |                                                 |                                                 |
| Kopfbahnhof Streckenanfang (Strecke außer Betrieb) |        | Saliszi (Załośce)                               | Saliszi (Załośce)                               |
| Strecke (außer Betrieb) |        | Biloholowy (Bialoglowy)                         | Biloholowy (Bialoglowy)                         |
| Haltepunkt / Haltestelle (Strecke außer Betrieb) |        | Oliiw (Olejow) Feldspital 2/14,                 | Oliiw (Olejow) Feldspital 2/14,                 |
| Strecke (außer Betrieb) |        | Halte- und Labestation 1/2 und Korpsbadeanstalt | Halte- und Labestation 1/2 und Korpsbadeanstalt |
| Strecke (außer Betrieb) |        | Jaroslawytschi (Jaroslawice) Epidemiespital     | Jaroslawytschi (Jaroslawice) Epidemiespital     |
| Haltepunkt / Haltestelle (Strecke außer Betrieb) |        | Berymiwzi (Beremowce) Reservespital 3/7         | Berymiwzi (Beremowce) Reservespital 3/7         |
| Kreuzung geradeaus unten (Strecke geradeaus außer Betrieb) |        | Krasne–Tarnopol (Krasne–Ternopil)               | Krasne–Tarnopol (Krasne–Ternopil)               |
| Kopfbahnhof Streckenende (Strecke außer Betrieb) |        | Sboriw (Zborów) Feldspital 7/12                 | Sboriw (Zborów) Feldspital 7/12                 |

Die Pferdefeldbahn Załośce–Zborów war eine 1916–1917 während des Ersten Weltkriegs von den österreichisch-ungarischen Landstreitkräften verlegte und betriebene, etwa 25 km lange militärische Feldbahn mit 700 mm Spurweite in der heutigen ukrainischen Oblast Ternopil.

## Streckenverlauf
Die Strecke führte an der Ostfront von Saliszi (Załośce) nach Sboriw (Zborów). Sie war wohl als Stichstrecke mit der Lokomotivfeldbahn Ozydow–Monasztyrek verbunden.

## Transportaufkommen
Am 21. März 1916 sollten mehr als 100 Kranke mit der Feldbahn abtransportiert werden, obwohl die acht „Krankenabschubfeldbahnwagen“ nur insgesamt 60 Kranke und Verwundete transportieren konnten. Weil der Transport mit der Feldbahn noch nicht durchführbar war und wegen der Unwegsamkeit der Straßen erfolgte der Abtransport der Kranken mit Fuhrwerken statt mit den Sanitäts-Autos aus Olejow.
Am 5. Mai 1916 wurden mit zwei Paar Pferden auf der Feldbahn zwei Tonnen Kohle vom Feldspital 2/14 zur Felddampfwäscherei in Olejow transportiert.
Am 10. Juni 1916 wurden aufgrund der weiter nördlich erlittenen Brussilow-Offensive ein Desinfektor und das Baumaterial der Badeanstalt in Zaloce zur Feldbahn gebracht, um von dort aus abtransportiert zu werden.
- Krankenabschubfeldbahnwagen
- Krankenabschubfeldbahnwagen

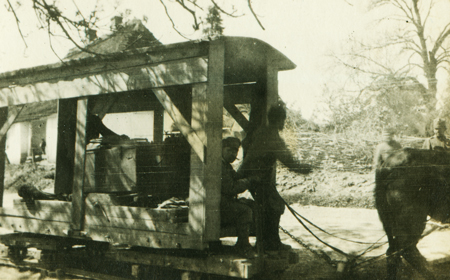
Krankenabschubfeldbahnwagen
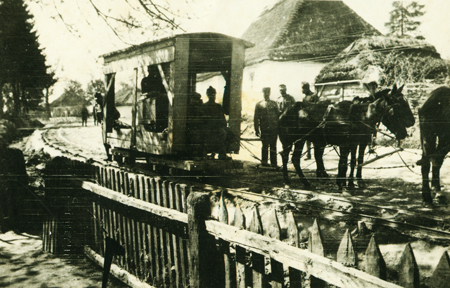
Krankenabschubfeldbahnwagen
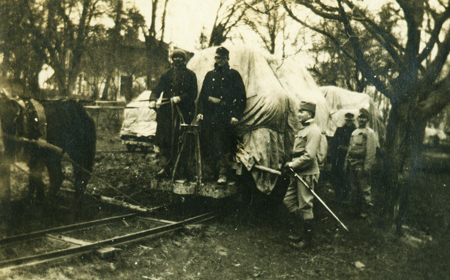
Pferdefeldbahnwagen bei Olejow